# بولي ليه مينيس
بولي ليه مينيس (بالفرنسية: Bully-les-Mines)‏ هي بلدية تقع في إقليم باد كاليه من منطقة نور با دو كاليه في شمال فرنسا. تبلغ مساحة هذه المدينة 7.66 (كم²)، وترتفع عن سطح البحر 19 م، يبلغ عدد سكانها 12237 نسمة حسب إحصاء المعهد الوطني للإحصاء والدراسات الاقتصادية سنة 2009 م. وترأس François Lemaire البلدية خلال فترة (2001-2008).

## توأمة
لبولي ليه مينيس اتفاقيات توأمة مع:
- إلسدورف

## أعلام
- ديفيد فاوبالا
- ألبرت إلوي
- أندريه ستراب
- رينيه ديرودر
- ديميتري محمد